# Mühlenbrücke (Straße)

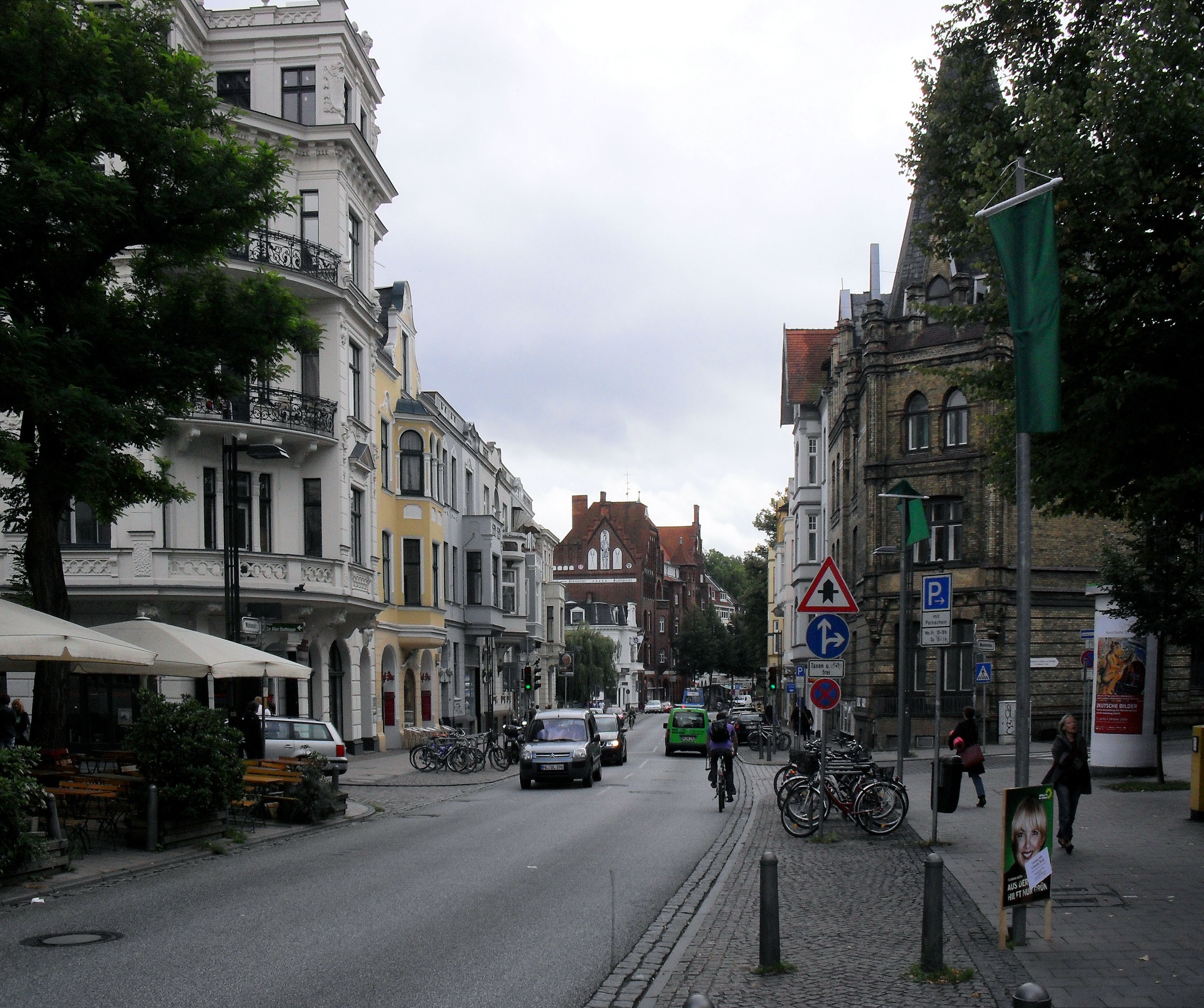
Blick in die Mühlenbrücke von der Mühlenstraße her.

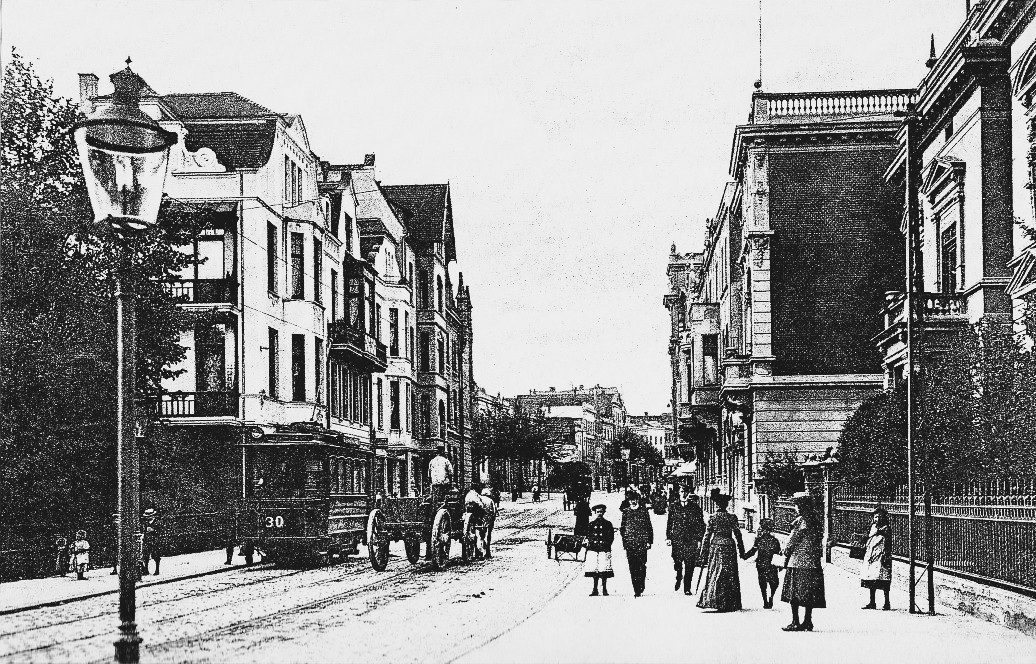
Mühlenbrücke, 1902.

Die Mühlenbrücke um die Jahrhundertwende, Blick in Richtung Altstadt

Die Mühlenbrücke ist eine Straße der Lübecker Altstadt.

## Lage
Die etwa 380 Meter lange, in leichtem Bogen annähernd südöstlich orientierte Mühlenbrücke befindet sich im südlichen Teil der Altstadtinsel. Sie stellt die Fortsetzung der Mühlenstraße dar und beginnt bei der Kreuzung mit den Straßen Musterbahn und An der Mauer, unmittelbar am Alten Zolln. Die Straße Mühlenbrücke überquert auf der gleichnamigen Mühlenbrücke die durch den Krähenteich in den Mühlenteich fließende Wakenitz, durchstößt die ehemaligen Wallanlagen und kreuzt auf der Mühlentorbrücke (siehe Mühlentor (Lübeck)) den Elbe-Lübeck-Kanal, ehe sie am Kreisverkehr des Mühlentorplatzes in der Vorstadt St. Jürgen, Lübecks größtem Stadtteil, endet.

## Geschichte
Die heutige Straße Mühlenbrücke lag ursprünglich bereits außerhalb der mittelalterlichen Stadtmauer und wurde unspezifisch als Torstraße bezeichnet. Sie begann auf der Feldseite des inneren Mühlentors und kreuzte die hier angestaute Wakenitz auf der eigentlichen Mühlenbrücke, an der sich bis 1290 die ältesten städtischen Wassermühlen und noch bis 1860 eine Walkmühle befunden hatten, ehe sie in die Straße nach Ratzeburg überging.
Erst nach dem Abriss des inneren Mühlentors als letztem Teil der Mühlentoranlage 1861 und der später erfolgten Freigabe zur Bebauung entstand die Mühlenbrücke als Innenstadtstraße. Dieser späte Zeitpunkt spiegelt sich auch in der Bebauung, die nahezu ausschließlich aus mehrstöckigen gründerzeitlichen Wohnhäusern im Stil des späten 19. Jahrhunderts besteht. Von 1880 bis 1884 trug die neue Straße den Namen Mühlenthorbrücke und seitdem die gegenwärtige Bezeichnung.

## Bauwerke
- Mühlenbrücke 5b, Stadtvilla des Historismus von 1880
- Mühlenbrücke 7, Stadtvilla des Historismus von 1889
- Das Eckhaus Mühlenbrücke 8 an der Einmündung der Wallstraße war Sitz des Finanzdienstleisters Dr. Klein & Co. AG
- Stadthalle (Mühlenbrücke 9–13), neogotisches Kinogebäude von 1904